# Station Rajcza Centrum
Station Rajcza Centrum is een spoorwegstation in de Poolse plaats Rajcza.